# Альбока
Альбока (баск. alboka от араб. البوق‎ — «труба»)  — традиционный язычковый деревянный духовой музыкальный инструмент испанских басков, распространённый в провинциях Бискайя, Гипускоа и Наварра.
Альбока имеет две трости (часто изготовленные из различных материалов) и два рога. На правой трости альбоки находится 5 язычков, на левой — 3.

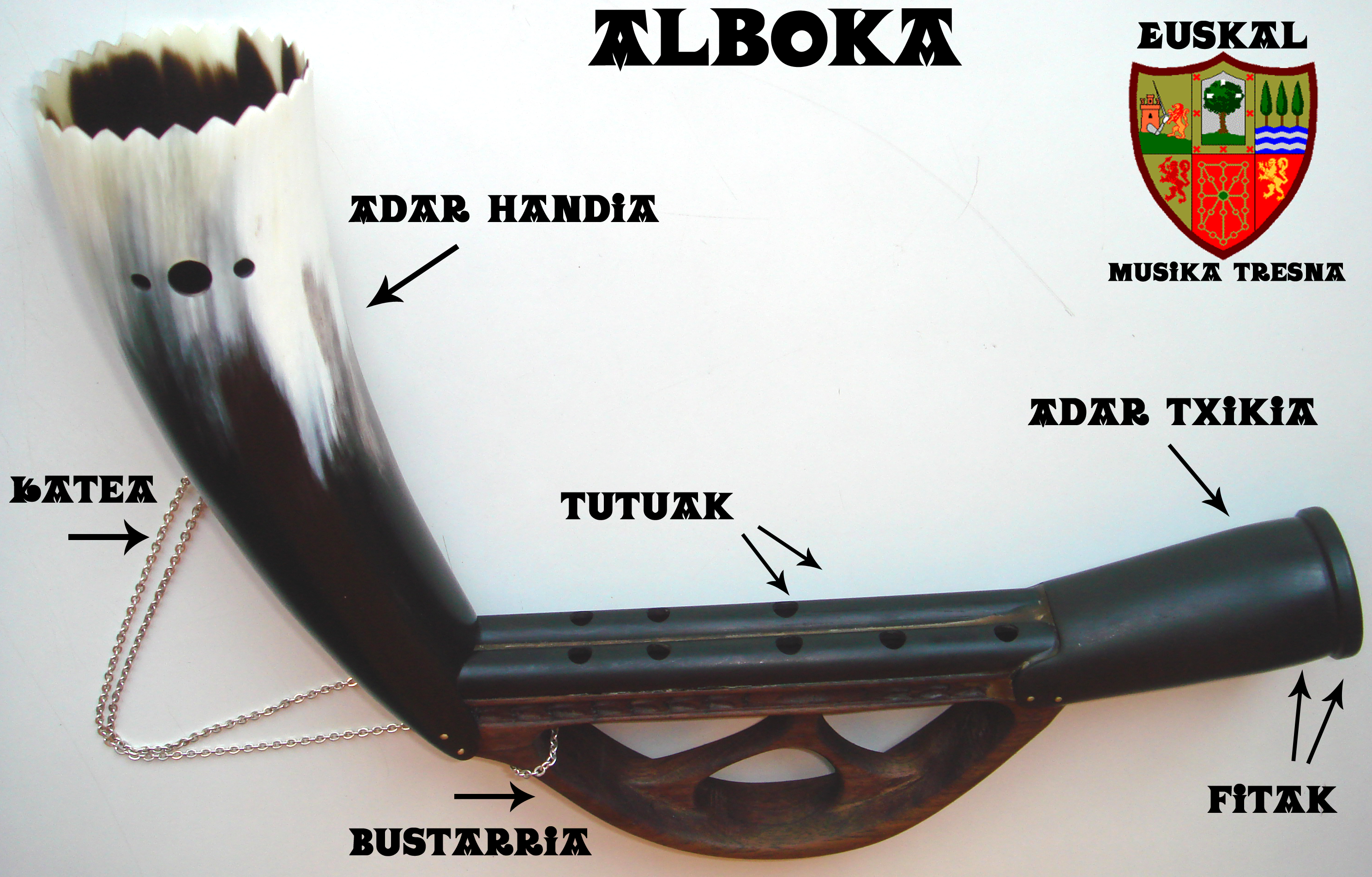
Устройство бискайской альбоки: adar handia — большой рог, adar txikia — малый рог, tutuak — трости, bustarria — «ярмо», fitak — язычки, katea — цепь.